# Nekrolog 1. Quartal 1964
Nekrolog
◄◄
| ◄
| 1960
| 1961
| 1962
| 1963
| 1964 | 1965 | 1966 | 1967 | 1968 | ► | ►►
1. Quartal |
2. Quartal |
3. Quartal |
4. Quartal 1964
Weitere Ereignisse | Allgemeiner Nekrolog 1964
Die Beschreibung der verstorbenen Person sollte so kurz wie möglich gehalten sein und nur deren signifikante Tätigkeit(en) enthalten.
Neue Namen ggf. auch unter dem Geburts- und Sterbedatum, also etwa unter 1. Januar und im Geburts- und Sterbejahr (2024) eintragen (nur bei entsprechender großer Wichtigkeit). Für Beispiele siehe die schon vorhandenen Artikel.
Außerdem über die fünf zuletzt Verstorbenen, zu denen es einen ausreichend guten Artikel für eine Präsentation auf der Hauptseite gibt, nach der todesbedingten Überarbeitung der Artikel ggf. auch unter Wikipedia Diskussion:Hauptseite informieren und sie am besten auch in den anderen Wikipedia-Sprachversionen eintragen. Tipp: Regelmäßig bei news.google.de nach „ist tot“, „gestorben“ oder „verstorben“ suchen.
Wenn eine Person gestorben ist, gibt es viele Seiten zu dieser Person in der Wikipedia, die davon auch betroffen sind und entsprechend aktualisiert werden müssen. Beispiele: Namenübersichtsseite, Geburtsjahr, Geburtsort-Seiten und viele mehr.
Wie finde ich die betroffenen Seiten?
Im Suchfeld auf der linken Seite gibt man den Suchbegriff so ein: „Vorname Nachname“. Dann klickt man auf Volltext und alle Seiten mit entsprechendem Suchtext werden aufgerufen. Hier sieht man dann schnell, wo auch das Todesjahr Sinn macht oder sogar ein Teil des Artikels angepasst werden muss. Auch hilft das „Werkzeug“ auf der linken Seite sehr gut, um solche Seiten aufzufinden: „Links auf diese Seite“. Somit ist die Wikipedia wieder aktuell in allen Bereichen! Hinweis: bei Eintragung der Kategorie „Gestorben JAHR“ wird der Missbrauchsfilter 49 ausgelöst, was jedoch nicht schlimm ist. Siehe: Spezial:Missbrauchsfilter/49
Dies ist eine Liste von im ersten Quartal 1964 verstorbenen bekannten Persönlichkeiten. Die Einträge erfolgen innerhalb der einzelnen Daten alphabetisch sortiert. Tiere sind im Nekrolog für Tiere zu finden.

## Januar
| Tag        | Name                                   | Beruf, bekannt als                                                                               | Alter | Beleg |
| ---------- | -------------------------------------- | ------------------------------------------------------------------------------------------------ | ----- | ----- |
| 1. Januar  | Allan Boase                            | australischer Generalleutnant                                                                    | 69    |       |
| 1. Januar  | William Burns                          | kanadischer Curler                                                                               | 85    |       |
| 1. Januar  | Emma Cramer-Crummenerl                 | deutsche Schriftstellerin und Lyrikerin                                                          | 88    |       |
| 1. Januar  | Adolf Franke                           | österreichischer Chemiker                                                                        | 89    |       |
| 1. Januar  | Friedrich Gisinger                     | deutscher Altphilologe und Gymnasiallehrer                                                       | 75    |       |
| 1. Januar  | Arthur Stephen Mavrogordato            | Polizeichef von Trinidad und Tobago                                                              | 77    |       |
| 1. Januar  | Georg Rau                              | deutscher Politiker (NSDAP), MdR                                                                 | 71    |       |
| 01. Januar | Stephen Ruddy                          | US-amerikanischer Schwimmer und Wasserballspieler                                                | 62    |       |
| 1. Januar  | Jakob Schmidt                          | deutscher katholischer Kirchenhistoriker, Domkapitular und Professor am Priesterseminar Mainz    | 92    |       |
| 1. Januar  | Ernst Zündorf                          | deutscher Motorrad-Rennfahrer                                                                    | 66    |       |
| 2. Januar  | Felix Deutsch                          | österreichisch-amerikanischer Internist, Psychoanalytiker und Psychosomatiker                    | 79    |       |
| 2. Januar  | Oldřich Kučera                         | tschechoslowakischer Eishockeyspieler und -trainer                                               | 49    |       |
| 2. Januar  | Carl Müller-Baumgarten                 | deutscher Landschaftsmaler und Graphiker                                                         | 84    |       |
| 2. Januar  | Georges Tapie                          | französischer Ruderer                                                                            | 53    |       |
| 2. Januar  | Karl Weller                            | österreichischer Politiker (VF), Landtagsabgeordneter, Mitglied des Bundesrates                  | 78    |       |
| 3. Januar  | Hans Bertha                            | österreichischer Mediziner, Gutachter der Aktion T4, Leiter der Heil- und Pflegeanstalt Steinhof | 62    |       |
| 3. Januar  | Aloys Fleischmann                      | deutscher Komponist, Organist und Chorleiter                                                     | 83    |       |
| 3. Januar  | Rowland Pack                           | kanadischer Cellist, Organist, und Chorleiter                                                    | 36    |       |
| 3. Januar  | Albert Trumpetter                      | deutscher Politiker (NSDAP), MdR                                                                 | 57    |       |
| 4. Januar  | Artie Bernstein                        | US-amerikanischer Jazzbassist                                                                    | 54    |       |
| 4. Januar  | Siegfried Thomas Bok                   | niederländischer Neurologe                                                                       | 71    |       |
| 4. Januar  | Wilhelm Heckrott                       | deutscher Maler und Grafiker                                                                     | 73    |       |
| 4. Januar  | Andreas Hermes                         | deutscher Staatswissenschaftler und Politiker (Zentrum, CDU), MdR                                | 85    |       |
| 4. Januar  | Paul Lehmann                           | deutscher Altphilologe                                                                           | 79    |       |
| 4. Januar  | Ludwig Philipp                         | deutscher Fußballspieler                                                                         | 74    |       |
| 4. Januar  | Max Riederer von Paar                  | deutscher Jurist, Gutsbesitzer und Politiker (CSU), MdL, MdB                                     | 66    |       |
| 4. Januar  | Otto Rohwer                            | deutscher Beamter und schleswig-holsteinischer Landrat                                           | 82    |       |
| 4. Januar  | Otto Schließler                        | deutscher Bildhauer                                                                              | 78    |       |
| 4. Januar  | Viktor von Struve                      | deutsch-baltischer Filmproduzent                                                                 | 71    |       |
| 5. Januar  | Hugo Bretschneider                     | deutscher Politiker (CDU), MdL                                                                   | 54    |       |
| 5. Januar  | Gregor A. Gregorius                    | Schriftsteller, Okkultist, Buchhändler                                                           | 73    |       |
| 5. Januar  | Francesco Maggini                      | italienischer Romanist und Italianist                                                            | 77    |       |
| 5. Januar  | Bruno Moeller                          | deutscher Politiker (DRP), MdL                                                                   | 76    |       |
| 5. Januar  | Cecil Scott                            | US-amerikanischer Jazz-Musiker (Klarinette, Tenorsaxophon) und Bandleader                        | 58    |       |
| 6. Januar  | Wilhelm Büning                         | deutscher lutherischer Theologe                                                                  | 78    |       |
| 6. Januar  | Marga Cella                            | italienische Schauspielerin                                                                      | 70    |       |
| 6. Januar  | Werner Kempf                           | deutscher Offizier, zuletzt General der Panzertruppe im Zweiten Weltkrieg                        | 77    |       |
| 6. Januar  | Edgar Maass                            | deutscher Chemiker und Schriftsteller                                                            | 67    |       |
| 7. Januar  | Howard Henry Baker senior              | US-amerikanischer Politiker                                                                      | 61    |       |
| 7. Januar  | Cyril Davies                           | britischer Bluesmusiker                                                                          | 31    |       |
| 7. Januar  | Wilhelm Goldhagen                      | deutscher Politiker (CDU), MdB                                                                   | 62    |       |
| 7. Januar  | Reinhold Habisch                       | Berliner Original                                                                                | 74    |       |
| 7. Januar  | Albert Helbling                        | Schweizer Politiker (FDP)                                                                        | 85    |       |
| 7. Januar  | Bernard Herzbrun                       | US-amerikanischer Szenenbildner und Artdirector                                                  | 72    |       |
| 7. Januar  | Annie Hummel                           | deutscher Theaterschauspielerin und Opernsängerin                                                | 79    |       |
| 7. Januar  | Tage Kemp                              | dänischer Genetiker und Eugeniker                                                                | 67    |       |
| 7. Januar  | Colin McPhee                           | kanadischer Komponist                                                                            | 63    |       |
| 7. Januar  | Reg Parnell                            | britischer Formel-1-Rennfahrer                                                                   | 52    |       |
| 7. Januar  | Arthur Stanley Pease                   | US-amerikanischer Klassischer Philologe und Hobbybotaniker                                       | 82    |       |
| 7. Januar  | Ernst Rademacher                       | deutscher Politiker (NSDAP), MdR                                                                 | 60    |       |
| 7. Januar  | Ingeborg Steffensen                    | dänische Opernsängerin (Mezzosopran)                                                             | 75    |       |
| 8. Januar  | Karekin Deveciyan                      | armenisch-türkischer Zoologe; Erforscher des osmanischen Fischereiwesens                         |       |       |
| 8. Januar  | Wilhelm Halfmann                       | evangelisch-lutherischer Theologe und Bischof von Holstein (1946–1964)                           | 67    |       |
| 8. Januar  | Else Hoffa                             | deutsche Gärtnerin                                                                               | 78    |       |
| 8. Januar  | Julius Raab                            | österreichischer Politiker (ÖVP), Abgeordneter zum Nationalrat, Bundeskanzler                    | 72    |       |
| 8. Januar  | Lewis Seiler                           | US-amerikanischer Filmregisseur                                                                  | 73    |       |
| 8. Januar  | Paul Sixt                              | deutscher Kapellmeister                                                                          | 55    |       |
| 8. Januar  | Martin Stixrud                         | norwegischer Eiskunstläufer                                                                      | 87    |       |
| 9. Januar  | Halide Edib Adıvar                     | türkische Dichterin, Revolutionärin und Schriftstellerin                                         |       |       |
| 9. Januar  | Ewald Bitom                            | deutscher Politiker (SPD), MdL                                                                   | 67    |       |
| 9. Januar  | Josef Dobrowsky                        | österreichischer Maler (Porträt-, Genre- und Landschaftsmalerei)                                 | 74    |       |
| 9. Januar  | Frank Goudie                           | US-amerikanischer Jazz-Sänger und Klarinettist des Swing                                         | 64    |       |
| 9. Januar  | Walter Martin                          | deutscher Dirigent und Professor                                                                 | 52    |       |
| 9. Januar  | Gustav Schwantz                        | deutscher Kommunalpolitiker (SED), Oberbürgermeister von Schwerin                                | 75    |       |
| 10. Januar | Johannes Hagge                         | deutscher Politiker (CDU, FDP), MdL, MdB                                                         | 70    |       |
| 10. Januar | James Montgomery                       | kanadischer Sportschütze                                                                         | 72    |       |
| 11. Januar | John Arnold                            | US-amerikanischer Kameramann                                                                     | 74    |       |
| 11. Januar | Kwassi Bruce                           | Pianist und Leiter der Deutschen Afrika-Schau                                                    | 70    |       |
| 11. Januar | Charles E. Creager                     | US-amerikanischer Politiker                                                                      | 90    |       |
| 11. Januar | Béchara el-Khoury                      | libanesischer Staatspräsident und Ministerpräsident                                              | 73    |       |
| 11. Januar | André Jullien                          | französischer Geistlicher, Kardinal der römisch-katholischen Kirche                              | 81    |       |
| 11. Januar | Franc Ksaver Meško                     | slowenischer katholischer Priester und Schriftsteller                                            | 89    |       |
| 11. Januar | Heinz Renner                           | deutscher Politiker (KPD), MdL, MdB                                                              | 72    |       |
| 12. Januar | Michael Amlacher                       | österreichischer Politiker (SDAP), Landtagsabgeordneter, Abgeordneter zum Nationalrat            | 81    |       |
| 12. Januar | Stewart H. Appleby                     | US-amerikanischer Politiker                                                                      | 73    |       |
| 12. Januar | Byron Ingemar Johnson                  | kanadischer Politiker                                                                            | 73    |       |
| 12. Januar | Joseph Otto Plassmann                  | deutscher Philologe und Hochschullehrer                                                          | 68    |       |
| 13. Januar | Heinrich Becker                        | deutscher Politiker (SPD), MdR und Gewerkschafter                                                | 86    |       |
| 13. Januar | Gino Cassinis                          | italienischer Mathematiker und Politiker                                                         | 78    |       |
| 13. Januar | Edgar Ehses                            | deutscher Maler                                                                                  | 69    |       |
| 13. Januar | Oswald Grill                           | österreichischer Maler                                                                           | 85    |       |
| 13. Januar | Felisberto Hernández                   | uruguayischer Pianist und Schriftsteller                                                         | 61    |       |
| 13. Januar | Hermann Springborn                     | deutscher Maler                                                                                  | 58    |       |
| 13. Januar | Camille Valentin Stappers              | belgischer Geistlicher                                                                           | 78    |       |
| 13. Januar | Nemesio Zúñiga Cazorla                 | peruanischer katholischer Priester und Quechua-Dramatiker                                        | 68    |       |
| 14. Januar | Felix Aber                             | deutsch-amerikanischer Rabbiner                                                                  | 68    |       |
| 14. Januar | Johannes Nepomuk Maria Falk            | deutscher Jurist, Oberbürgermeister der Stadt Bonn (1922–1931)                                   | 81    |       |
| 14. Januar | Simon Gillis                           | US-amerikanischer Hammerwerfer                                                                   | 83    |       |
| 14. Januar | Karl Georg Keutzer                     | deutscher Politiker (CDU), MdL                                                                   | 79    |       |
| 14. Januar | Miguel Molinar Simondy                 | mexikanischer Offizier                                                                           | 71    |       |
| 14. Januar | Hans Reingruber                        | deutscher Politiker, MdV, Minister für Verkehr der DDR                                           | 75    |       |
| 14. Januar | Hugo Robus                             | US-amerikanischer Maler und Bildhauer                                                            |       |       |
| 14. Januar | Thea Schleusner                        | deutsche Malerin und Schriftstellerin                                                            | 84    |       |
| 15. Januar | Fred Allen                             | US-amerikanischer Weitspringer                                                                   | 73    |       |
| 15. Januar | Hans Becker                            | deutscher Pädagoge, Ministerialbeamter und Politiker (SPD), MdL                                  | 75    |       |
| 15. Januar | Josef Brandel                          | deutscher Kommunalpolitiker (CDU), Oberbürgermeister der Stadt Freiburg im Breisgau (1956–1962)  | 62    |       |
| 15. Januar | Eberhard Frowein                       | deutscher Roman-, Drehbuchautor und Filmregisseur                                                | 82    |       |
| 15. Januar | Wilhelm Groh                           | deutscher Rechtswissenschaftler und Hochschullehrer                                              | 73    |       |
| 15. Januar | Oscar Guttormsen                       | norwegischer Leichtathlet                                                                        | 79    |       |
| 15. Januar | Walter Lafferty                        | US-amerikanischer Politiker                                                                      | 88    |       |
| 15. Januar | Ernst Lampert                          | deutscher Leichtathlet                                                                           | 51    |       |
| 15. Januar | Jack Teagarden                         | US-amerikanischer Posaunist des frühen Jazz                                                      | 58    |       |
| 16. Januar | Slavko Čuković                         | jugoslawischer Ökonom                                                                            |       |       |
| 16. Januar | Imre Dögei                             | ungarischer kommunistischer Politiker, Mitglied des Parlaments                                   | 51    |       |
| 16. Januar | Georg Karl                             | deutscher Mechaniker und Parteifunktionär der KPD                                                | 81    |       |
| 16. Januar | Noro Morales                           | puerto-ricanischer Mambo- und Rumbamusiker, Vorreiter des Latin Jazz                             | 53    |       |
| 16. Januar | Cyril Porter                           | britischer Langstreckenläufer                                                                    | 74    |       |
| 16. Januar | Arthur Romano                          | italienisch-kanadischer Saxophonist, Klarinettist, Oboist, Englischhornist und Musikpädagoge     | 49    |       |
| 16. Januar | Pinky Silverberg                       | US-amerikanischer Boxer im Fliegengewicht                                                        | 59    |       |
| 16. Januar | Rudolf Tartler                         | deutscher Soziologe                                                                              | 42    |       |
| 16. Januar | Aharon Zisling                         | israelischer Politiker und Minister                                                              | 62    |       |
| 17. Januar | Đorđe Andrejević Kun                   | jugoslawischer Maler und Grafiker                                                                | 59    |       |
| 17. Januar | Walter Cimbal                          | deutscher Psychiater und Neurologe                                                               | 86    |       |
| 17. Januar | Erich Haberland                        | deutscher Bildhauer und Betreiber einer Erzbildgießerei                                          | 60    |       |
| 17. Januar | T. H. White                            | britischer Schriftsteller                                                                        | 57    |       |
| 17. Januar | Heinrich Winter                        | deutscher Heimatforscher                                                                         | 65    |       |
| 18. Januar | Anastas Beschkow                       | bulgarischer Wirtschaftsgeograph                                                                 | 67    |       |
| 18. Januar | Richard Bollig                         | deutscher Politiker und Oberbürgermeister                                                        | 76    |       |
| 18. Januar | Eugen Fischer-Baling                   | deutscher Bibliothekar, Historiker, Politologe, evangelischer Theologe und Schriftsteller        | 82    |       |
| 18. Januar | Jørn Jeppesen                          | dänischer Schauspieler                                                                           | 44    |       |
| 18. Januar | Ernst Klein                            | Widerstandskämpfer gegen den Nationalsozialismus                                                 | 63    |       |
| 18. Januar | Franz Markhoff                         | österreichischer Opernsänger (Bass)                                                              | 83    |       |
| 18. Januar | Edith Morley                           | englisch-britische Literaturwissenschaftlerin und Aktivistin                                     | 88    |       |
| 18. Januar | Adolf Sedlaczek                        | österreichischer Politiker (SDAPDÖ, SPÖ) und Abgeordneter zum niederösterreichischen Landtag     | 86    |       |
| 18. Januar | Hans Volkelt                           | deutscher Psychologe und Pädagoge an der Universität Leipzig                                     | 77    |       |
| 18. Januar | Frank Hinman Waskey                    | US-amerikanischer Politiker                                                                      | 88    |       |
| 18. Januar | Thomas Wimmer                          | deutscher Politiker (SPD)                                                                        | 77    |       |
| 19. Januar | Clement Browne                         | US-amerikanischer Wasserballspieler                                                              | 68    |       |
| 19. Januar | William M. Clark                       | US-amerikanischer Biochemiker                                                                    | 79    |       |
| 19. Januar | Berthold Kihn                          | deutscher Psychiater und Neurologe und T4-Gutachter                                              | 68    |       |
| 19. Januar | Firmin Lambot                          | belgischer Radrennfahrer                                                                         | 77    |       |
| 19. Januar | Hanns Schaefer                         | deutscher Kunstmaler und Dichter                                                                 | 60    |       |
| 19. Januar | Arnold Schwassmann                     | deutscher Astronom                                                                               | 93    |       |
| 19. Januar | Joe Weatherly                          | US-amerikanischer Motorrad- und NASCAR-Rennfahrer                                                | 41    |       |
| 20. Januar | George Docking                         | US-amerikanischer Politiker                                                                      | 59    |       |
| 20. Januar | Otto Karl Fröhlich                     | österreichischer Bauingenieur für Geotechnik                                                     | 78    |       |
| 20. Januar | Jan Rychlík                            | tschechischer Komponist                                                                          | 47    |       |
| 20. Januar | Karl-Johan Svensson                    | schwedischer Turner                                                                              | 76    |       |
| 21. Januar | Karl Babor                             | österreichischer KZ-Arzt                                                                         | 45    |       |
| 21. Januar | Joseph Baumgartner                     | deutscher Volkswirt und Politiker (BVP, CSU, BP), MdL, MdB                                       | 59    |       |
| 21. Januar | Carlo Chiarlo                          | italienischer Kardinal der römisch-katholischen Kirche                                           | 82    |       |
| 21. Januar | Juho Jaakonaho                         | finnischer Radrennfahrer                                                                         | 81    |       |
| 21. Januar | Karl Loës                              | deutscher Unternehmer                                                                            | 86    |       |
| 21. Januar | Luis Martín-Santos                     | spanischer Schriftsteller und Psychiater                                                         | 39    |       |
| 21. Januar | Joseph Schildkraut                     | US-amerikanischer Film- und Theaterschauspieler österreichischer Herkunft                        | 67    |       |
| 21. Januar | Bruno E. Werner                        | deutscher Erzähler und Publizist                                                                 | 67    |       |
| 22. Januar | Lissy Arna                             | deutsche Schauspielerin                                                                          | 63    |       |
| 22. Januar | Marc Blitzstein                        | US-amerikanischer Komponist                                                                      | 58    |       |
| 22. Januar | Eduard Dransfeld                       | deutscher Offizier, zuletzt General der Flieger im Zweiten Weltkrieg                             | 80    |       |
| 22. Januar | Erna Gersinski                         | deutsche Widerstandskämpferin gegen den Nationalsozialismus                                      | 67    |       |
| 22. Januar | Kazimierz Skrzypecki                   | britischer Rennrodler                                                                            |       |       |
| 22. Januar | Josef Weiser                           | deutscher Politiker (Zentrum), MdR                                                               | 82    |       |
| 23. Januar | Johanna Brandt                         | südafrikanische Schriftstellerin                                                                 | 87    |       |
| 23. Januar | Ernst Hampel                           | österreichischer Politiker (GDVP), Abgeordneter zum Nationalrat                                  | 78    |       |
| 23. Januar | Louis Horst                            | US-amerikanischer Pianist, Komponist, Choreograph und Musikpädagoge                              | 80    |       |
| 23. Januar | Walther Lampe                          | deutscher Pianist, Komponist und Musikpädagoge                                                   | 91    |       |
| 23. Januar | M. Jean McLane                         | US-amerikanische Malerin                                                                         | 85    |       |
| 23. Januar | Friedrich Meinertz                     | deutscher Humanmediziner und Heilpädagoge                                                        | 45    |       |
| 24. Januar | Bertha Dörflein-Kahlke                 | deutsche Malerin                                                                                 | 88    |       |
| 24. Januar | Sheikh Fattelal                        | indischer Kameramann, Filmregisseur, Szenenbildner und Filmproduzent                             | 66    |       |
| 24. Januar | Juhan Kartau                           | estnischer Politiker, Unternehmer und Chorleiter                                                 | 80    |       |
| 24. Januar | Richard McGonigal                      | irischer Jurist                                                                                  | 61    |       |
| 24. Januar | Ernst Röchling                         | deutscher Industrieller                                                                          | 75    |       |
| 25. Januar | Jean Bonnerot                          | französischer Bibliothekar, Romanist und Literarhistoriker                                       | 81    |       |
| 25. Januar | Théodore Fraenkel                      | französischer Arzt und Schriftsteller                                                            | 67    |       |
| 25. Januar | Amata Grüner                           | deutsche Ordensschwester                                                                         | 71    |       |
| 25. Januar | Gustav Henselmann                      | deutscher Maler                                                                                  | 76    |       |
| 25. Januar | Friedrich Janz                         | deutscher Diplomat                                                                               | 65    |       |
| 25. Januar | Carl Kempkes                           | deutscher Gartenarchitekt                                                                        | 82    |       |
| 25. Januar | Ross Milne                             | australischer Skirennläufer                                                                      | 19    |       |
| 26. Januar | Bastiampillai Anthonipillai            | Ordenspriester und Ordensgründer                                                                 | 77    |       |
| 26. Januar | Xawery Dunikowski                      | polnischer Bildhauer                                                                             | 88    |       |
| 26. Januar | Harold Mattingly                       | britischer Numismatiker                                                                          | 79    |       |
| 26. Januar | Édouard de Pomiane                     | französischer Arzt, Biologe, Ernährungsphysiologe, Kochlehrer und Kochbuchautor                  | 88    |       |
| 26. Januar | Paul Schulz-Kiesow                     | deutscher Nationalökonom                                                                         | 70    |       |
| 26. Januar | Cyprian Tansi                          | römisch-katholischer Ordenspriester und Seliger                                                  | 60    |       |
| 27. Januar | Paul Brendel                           | deutscher Versicherungskaufmann und Mitgründer der HUK-Coburg                                    |       |       |
| 27. Januar | Felix Alexander von Cube               | Arzt, Naturforscher und Bergsteiger                                                              | 87    |       |
| 27. Januar | Stuart N. Lake                         | US-amerikanischer Autor                                                                          | 74    |       |
| 27. Januar | Norman Z. McLeod                       | US-amerikanischer Filmregisseur                                                                  | 65    |       |
| 27. Januar | Alexander Schenk Graf von Stauffenberg | deutscher Althistoriker                                                                          | 58    |       |
| 28. Januar | Karl Abetz                             | deutscher Forstwissenschaftler und Hochschullehrer                                               | 67    |       |
| 28. Januar | Eduard Böhler                          | deutscher katholischer Pfarrer und Heimatforscher                                                | 85    |       |
| 28. Januar | Ursula Körbs                           | deutsche Schauspielerin                                                                          | 24    |       |
| 28. Januar | Johann Müller                          | österreichischer Politiker, Landtagsabgeordneter                                                 | 75    |       |
| 28. Januar | Adam Sühler                            | deutscher Politiker (DNVP, CSU)                                                                  | 74    |       |
| 29. Januar | Adolfo Díaz                            | nicaraguanischer Präsident                                                                       | 88    |       |
| 29. Januar | Mathias Hubert                         | rumänischer Architekt                                                                            | 71    |       |
| 29. Januar | Marija Michailowna Kostelowskaja       | russische Revolutionärin                                                                         |       |       |
| 29. Januar | Konrad Maria Krug                      | deutscher Philologe                                                                              | 71    |       |
| 29. Januar | Arnold Laasner                         | estnischer Fußballspieler                                                                        | 57    |       |
| 29. Januar | Alan Ladd                              | US-amerikanischer Filmschauspieler                                                               | 50    |       |
| 29. Januar | Marty Martin                           | US-amerikanischer Filmtechnikpionier                                                             | 66    |       |
| 29. Januar | Vail M. Pittman                        | US-amerikanischer Politiker                                                                      | 83    |       |
| 29. Januar | Wolfgang Wallner                       | österreichischer Bildhauer                                                                       | 79    |       |
| 30. Januar | Berthold Altaner                       | deutscher katholischer Kirchenhistoriker                                                         | 78    |       |
| 30. Januar | Edvard Christian Danielsen             | norwegischer Admiral, Befehlshaber der norwegischen Marine                                       | 75    |       |
| 30. Januar | Lori Leux                              | deutsche Schauspielerin                                                                          | 70    |       |
| 30. Januar | Ludwig Polzin                          | deutscher römisch-katholischer Geistlicher und Kapitularvikar der Prälatur Schneidemühl          | 71    |       |
| 30. Januar | Richard Steffen                        | deutscher Bildhauer, Buchdrucker, Dramaturg                                                      | 60    |       |
| 31. Januar | Otto Kürschner                         | deutscher Radrennfahrer                                                                          | 59    |       |
| 31. Januar | Walther Adam                           | deutscher Industrieller und Kunstsammler                                                         | 82    |       |
| 31. Januar | Qanysch Sätbajew                       | kasachischer Geologe                                                                             | 64    |       |
| 31. Januar | Karl Schneidewin                       | deutscher Jurist                                                                                 | 76    |       |
| Januar     | Heinrich Eyth                          | deutscher Wirtschaftsmanager                                                                     | 81    |       |
| Januar     | Pedro Flores                           | philippinisch-US-amerikanischer Unternehmer                                                      | 67    |       |
| Januar     | Max Schmid                             | Schweizer Ruderer                                                                                |       |       |

## Februar
| Tag         | Name                                | Beruf, bekannt als                                                                                              | Alter | Beleg |
| ----------- | ----------------------------------- | --- | ----- | ----- |
| 1. Februar  | John MacEwan                        | US-amerikanischer Fußballspieler und -funktionär                                                                | 85    |       |
| 1. Februar  | Wladimir Grigorjewitsch Rubaschwili | sowjetischer Ringer                                                                                             | 23    |       |
| 1. Februar  | Paul Streckfuß                      | deutscher Schauspieler                                                                                          | 54    |       |
| 2. Februar  | Louis H. Bauer                      | amerikanischer Internist, Flugmediziner und 1. Generalsekretär des Weltärztebundes                              | 75    |       |
| 2. Februar  | Carl Buchheister                    | deutscher Maler                                                                                                 | 73    |       |
| 2. Februar  | Walter König                        | deutscher Chemiker                                                                                              | 85    |       |
| 2. Februar  | J. Peverell Marley                  | US-amerikanischer Kameramann                                                                                    | 62    |       |
| 2. Februar  | Rolf Roenneke                       | österreichisch-deutscher Schauspieler, Regisseur, Intendant Schauspiellehrer und Autor                          | 76    |       |
| 2. Februar  | Fritz Staudinger                    | deutscher Politiker der CSU                                                                                     | 67    |       |
| 2. Februar  | Rudolf Ullstein                     | deutscher Verleger                                                                                              | 89    |       |
| 2. Februar  | Anna Zahler                         | deutsche Bäuerin                                                                                                | 60    |       |
| 3. Februar  | Harold Lee Alden                    | US-amerikanischer Astronom                                                                                      | 74    |       |
| 3. Februar  | Alfons von Bourbon-Sizilien         | spanischer Adeliger, Mitglied des Hauses Bourbon, Herzog von Calabrien                                          | 62    |       |
| 3. Februar  | Giuseppe Amato                      | italienischer Filmregisseur                                                                                     | 64    |       |
| 3. Februar  | Clarence Irving Lewis               | US-amerikanischer Logiker und Philosoph                                                                         | 80    |       |
| 3. Februar  | Karl Schönewald                     | deutscher Jurist und Oberbürgermeister                                                                          | 85    |       |
| 4. Februar  | Heinrich Goß                        | deutscher Verwaltungsbeamter, Bürgermeister von Hürth                                                           | 85    |       |
| 4. Februar  | Joseph Pfleger                      | deutscher Rechtsanwalt und Politiker (BVP, Zentrum, CSU), MdR                                                   | 91    |       |
| 4. Februar  | Alfred Wiener                       | deutscher Publizist                                                                                             | 78    |       |
| 5. Februar  | Walter Justus Jeep                  | deutscher evangelischer Pfarrer und Kirchenfunktionär                                                           | 85    |       |
| 5. Februar  | Rudolf Kayser                       | deutscher Literaturhistoriker, Biograf                                                                          | 74    |       |
| 5. Februar  | Frank A. Mathews                    | US-amerikanischer Politiker                                                                                     | 73    |       |
| 5. Februar  | Harold McMunn                       | kanadischer Eishockeyspieler                                                                                    | 61    |       |
| 5. Februar  | Matilde Moisant                     | US-amerikanische Pilotin und zweite Amerikanerin mit eigener Pilotenlizenz                                      | 85    |       |
| 5. Februar  | Max Sailer                          | deutscher Automobilrennfahrer und Ingenieur                                                                     | 81    |       |
| 5. Februar  | Joe Steele                          | US-amerikanischer Jazzpianist und Arrangeur                                                                     | 64    |       |
| 6. Februar  | Emilio Aguinaldo                    | philippinischer General, Nationalheld und Unabhängigkeitsführer innerhalb des Katipunan                         | 94    |       |
| 6. Februar  | Max Grünhut                         | britischer Rechtswissenschaftler und Kriminologe deutscher Herkunft                                             | 70    |       |
| 6. Februar  | Laurence Hawley Watres              | US-amerikanischer Politiker                                                                                     | 81    |       |
| 6. Februar  | Truman George Yuncker               | US-amerikanischer Botaniker                                                                                     | 72    |       |
| 7. Februar  | Flaminio Bertoni                    | italienischer Designer, Bildhauer und Architekt                                                                 | 61    |       |
| 7. Februar  | Hermann Kees                        | deutscher Ägyptologe                                                                                            | 77    |       |
| 7. Februar  | Sophoklis Venizelos                 | griechischer Politiker                                                                                          | 69    |       |
| 7. Februar  | Friedrich Wehmer                    | deutscher Politiker (VdgB), MdV                                                                                 | 78    |       |
| 7. Februar  | Ado von Wirsing                     | deutscher Jurist, Amtshauptmann und Landrat                                                                     | 84    |       |
| 8. Februar  | Arthur Hoffmann                     | deutscher nationalsozialistischer Philosoph und Hochschullehrer                                                 | 74    |       |
| 8. Februar  | Ernst Kretschmer                    | deutscher Psychiater                                                                                            | 75    |       |
| 08. Februar | Jacques Morisson                    | französischer Eishockeyspieler                                                                                  | 56    |       |
| 9. Februar  | Ary Barroso                         | brasilianischer Komponist und Sänger                                                                            | 60    |       |
| 9. Februar  | Willie Bryant                       | US-amerikanischer Jazzsänger und Bandleader                                                                     | 55    |       |
| 9. Februar  | Samuel Chotzinoff                   | US-amerikanischer Musikkritiker und -schriftsteller, Musikproduzent, Pianist und Musicalautor                   |       |       |
| 9. Februar  | Ernst Rülke                         | deutscher Bildhauer und Hochschullehrer                                                                         | 67    |       |
| 9. Februar  | Walter Schlee                       | deutscher Drehbuchautor                                                                                         | 69    |       |
| 9. Februar  | Eberhard Vogdt                      | estnischer Segler und Olympiasegler                                                                             | 61    |       |
| 9. Februar  | Marek Weber                         | deutscher Orchesterleiter und Violinist                                                                         | 75    |       |
| 9. Februar  | Cläre With                          | deutsche Lehrerin und Zeitschriftenchefredakteurin                                                              | 69    |       |
| 10. Februar | Paul Baudouin                       | französischer Politiker                                                                                         | 69    |       |
| 10. Februar | Johannes Denk                       | deutscher Jurist und Diplomat                                                                                   | 78    |       |
| 10. Februar | Franz Honner                        | österreichischer Politiker (KPÖ), Abgeordneter zum Nationalrat, Innenminister                                   | 70    |       |
| 10. Februar | Eugen Sänger                        | österreichischer Ingenieur                                                                                      | 58    |       |
| 10. Februar | John Charles Vivian                 | US-amerikanischer Politiker                                                                                     | 76    |       |
| 11. Februar | Anton Schwan                        | deutscher Politiker (Zentrumspartei, CDU)                                                                       | 60    |       |
| 12. Februar | Gerald Brousseau Gardner            | englischer Kolonialbeamter, Autor, Okkultist und der Begründer der Wicca-Religion                               | 79    |       |
| 12. Februar | Willy Schmidt-Gentner               | deutscher Filmkomponist                                                                                         | 69    |       |
| 12. Februar | Wilhelm Schüler                     | deutscher Politiker (DRP), MdL                                                                                  | 65    |       |
| 12. Februar | Friedrich Tillmann                  | deutscher Leiter der Büroabteilung der nationalsozialistischen Krankenmorde, Direktor der Wohlfahrtswaisenpf... | 60    |       |
| 12. Februar | Arthur W. Upfield                   | britisch-australischer Krimi-Schriftsteller                                                                     | 73    |       |
| 13. Februar | Paulino Alcántara                   | philippinisch-spanischer Fußballspieler                                                                         | 67    |       |
| 13. Februar | Jakob Brendel                       | deutscher Ringer                                                                                                | 56    |       |
| 13. Februar | Werner Heyde                        | deutscher Psychiater, Professor und Leiter der medizinischen Abteilung der nationalsozialistischen „Euthanas... | 61    |       |
| 13. Februar | Louise Kartousch                    | österreichische Charaktertänzerin sowie Opern- und Operettensängerin (Sopran)                                   | 77    |       |
| 13. Februar | Hans Lanner                         | österreichischer Zitherspieler                                                                                  | 90    |       |
| 13. Februar | Daniel McMenamin                    | irischer Politiker (Fine Gael)                                                                                  | 81    |       |
| 13. Februar | John Paul                           | US-amerikanischer Jurist und Politiker                                                                          | 80    |       |
| 13. Februar | Pat Ryan                            | US-amerikanischer Hammerwerfer                                                                                  | 81    |       |
| 13. Februar | Hans Zöberlein                      | deutscher nationalsozialistischer Schriftsteller                                                                | 68    |       |
| 14. Februar | Conrad Gauthier                     | kanadischer Schauspieler und Sänger                                                                             | 78    |       |
| 14. Februar | Rochus Kohlbach                     | österreichischer katholischer Geistlicher, Schriftsteller und Kunsthistoriker                                   | 71    |       |
| 14. Februar | Lore Mosheim                        | deutsche Schauspielerin                                                                                         | 49    |       |
| 14. Februar | Karl Ruge                           | deutscher Gewerkschaftspolitiker                                                                                | 60    |       |
| 14. Februar | Lloyd H. Wood                       | US-amerikanischer Politiker                                                                                     | 67    |       |
| 15. Februar | François Auvity                     | französischer römisch-katholischer Geistlicher und Bischof                                                      | 90    |       |
| 15. Februar | Carlo Maximilian Cromer             | österreichisch-schweizerischer Maler, Zeichner und Grafiker                                                     | 74    |       |
| 15. Februar | Réginald Garrigou-Lagrange          | französischer Dominikaner                                                                                       | 86    |       |
| 15. Februar | Franz Paul Glass                    | deutscher Gebrauchsgrafiker, Maler, Illustrator und Schriftentwerfer                                            | 77    |       |
| 15. Februar | Hermann Gradl                       | deutscher Maler, Zeichner und Illustrator                                                                       | 81    |       |
| 15. Februar | Frederic Knudtson                   | US-amerikanischer Filmeditor                                                                                    | 57    |       |
| 15. Februar | Adolf Šimperský                     | tschechoslowakischer Fußballspieler                                                                             | 54    |       |
| 15. Februar | Robert Lee Thornton                 | US-amerikanischer Bankier und Politiker                                                                         | 83    |       |
| 16. Februar | Jette Bang                          | dänische Fotografin                                                                                             | 50    |       |
| 16. Februar | Kate Gillou-Fenwick                 | französische Tennisspielerin                                                                                    | 76    |       |
| 16. Februar | Hermann Langerbeck                  | deutscher klassischer Philologe                                                                                 | 55    |       |
| 16. Februar | Albert Mann                         | deutscher Maler und Grafiker                                                                                    | 61    |       |
| 16. Februar | Erich Raddatz                       | deutscher Kommunalpolitiker und preußischer Landtagsabgeordneter                                                | 77    |       |
| 16. Februar | Käthe Riechers                      | deutsche Fürsorgerin                                                                                            | 57    |       |
| 17. Februar | Karl Coupette                       | deutscher Marineoffizier, zuletzt Konteradmiral                                                                 | 78    |       |
| 17. Februar | Heinrich Dietze                     | deutscher Politiker (DNVP), MdR                                                                                 | 81    |       |
| 17. Februar | Günter Fuchs                        | deutscher Klassischer Archäologe                                                                                | 40    |       |
| 17. Februar | Doug Mettome                        | amerikanischer Jazz-Trompeter                                                                                   | 38    |       |
| 17. Februar | Adolf Niedhammer                    | deutscher Verwaltungsjurist                                                                                     | 85    |       |
| 17. Februar | Werner Puttfarken                   | deutscher Schulleiter und Historiker                                                                            | 74    |       |
| 17. Februar | Heinrich Tietze                     | österreichisch-deutscher Mathematiker                                                                           | 83    |       |
| 18. Februar | Joseph-Armand Bombardier            | kanadischer Erfinder, Konstrukteur und Gründer des Verkehrstechnikherstellers Bombardier                        | 56    |       |
| 18. Februar | Hans Demme                          | deutscher Neurologe                                                                                             | 64    |       |
| 18. Februar | Friedrich Fissler                   | Schweizer Architekt                                                                                             | 88    |       |
| 18. Februar | Fredrik Ljungström                  | schwedischer Erfinder                                                                                           | 88    |       |
| 18. Februar | George Löwendal                     | rumänischer Maler und Bühnenbildner                                                                             | 66    |       |
| 18. Februar | Richard Rosenheim                   | deutscher Theaterdirektor, Journalist, Sachbuchautor und Hochschulprofessor                                     |       |       |
| 18. Februar | Gerhard Schubert                    | deutscher Gynäkologe, Geburtshelfer, Chirurg, Genetiker und Strahlenbiologe                                     | 57    |       |
| 18. Februar | Adolf Sommerfeld                    | deutscher Bauunternehmer                                                                                        | 77    |       |
| 18. Februar | Maurice Walsh                       | irischer Schriftsteller                                                                                         | 84    |       |
| 19. Februar | A. Bruce Bielaski                   | US-amerikanischer Regierungsbeamter                                                                             | 80    |       |
| 19. Februar | Constantin J. David                 | deutscher Journalist, Filmregisseur und Filmproduzent                                                           | 78    |       |
| 19. Februar | Franz Firbas                        | deutscher Botaniker                                                                                             | 61    |       |
| 19. Februar | Wilhelm Fraenger                    | deutscher Kunsthistoriker                                                                                       | 73    |       |
| 19. Februar | Paul Hellmann                       | deutscher Kapitän, einziger Ritterkreuzträger der Handelsmarine                                                 | 74    |       |
| 19. Februar | Adolf Hoel                          | norwegischer Geologe und Polarforscher                                                                          | 84    |       |
| 19. Februar | Otto Juch                           | österreichischer Finanzminister der Ersten Republik                                                             | 87    |       |
| 19. Februar | Giorgos Kalafatis                   | griechischer Leichtathlet und Fußballspieler, Vereinsgründer von Panathinaikos Athen                            |       |       |
| 19. Februar | Ozaki Shirō                         | japanischer Schriftsteller                                                                                      | 66    |       |
| 19. Februar | Gertrud Pappenheim                  | deutsche Kindergärtnerin und Fröbelpädagogin                                                                    | 92    |       |
| 20. Februar | Helen Benson                        | neuseeländische Professorin für Hauswirtschaftslehre und frauenpolitisch engagierte Frau                        | 78    |       |
| 20. Februar | Karl Grönsfelder                    | deutscher Widerstandskämpfer und KPD-Funktionär                                                                 | 82    |       |
| 20. Februar | Anna Katterfeld                     | deutsche Schriftstellerin                                                                                       | 83    |       |
| 20. Februar | Lola Lorme                          | österreichische Journalistin, Literaturwissenschaftlerin, Dramatikerin und Übersetzerin                         | 80    |       |
| 20. Februar | Niels Løw                           | dänischer Leichtathlet                                                                                          | 82    |       |
| 20. Februar | Alexander von Meyendorff            | russischer Verwaltungsjurist und Politiker sowie im britischen Exil Hochschullehrer an der London School of ... | 94    |       |
| 21. Februar | John Brennan                        | US-amerikanischer Weit- und Dreispringer                                                                        | 84    |       |
| 21. Februar | Ernest Brummer                      | ungarischer Kunsthändler                                                                                        |       |       |
| 21. Februar | Georg Jacoby                        | deutscher Autor und Regisseur                                                                                   | 81    |       |
| 21. Februar | Josef Spek                          | deutscher Zoologe und Zellphysiologe                                                                            | 68    |       |
| 21. Februar | Kurt Wegner                         | deutscher Politiker (SPD), MdR                                                                                  | 65    |       |
| 22. Februar | Franklin Stewart Adams              | US-amerikanischer Organist und Chorleiter                                                                       | 79    |       |
| 22. Februar | Konrad Lein                         | deutscher Politiker (KPD), MdBLV Rheinland-Pfalz                                                                | 56    |       |
| 22. Februar | Elisabeth Noltenius                 | deutsche Malerin und Graphikerin                                                                                | 76    |       |
| 22. Februar | Jan Srb                             | tschechoslowakischer Mathematiker                                                                               | 65    |       |
| 23. Februar | Stanley Glover                      | kanadischer Leichtathlet                                                                                        | 55    |       |
| 23. Februar | Eli Moschcowitz                     | amerikanischer Arzt und Hochschullehrer                                                                         | 84    |       |
| 23. Februar | Jonah Walker-Smith                  | britischer Politiker                                                                                            | 89    |       |
| 24. Februar | Arnold Bergstraesser                | deutscher Soziologe und Politikwissenschaftler                                                                  | 67    |       |
| 24. Februar | Frank Conroy                        | britischer Schauspieler                                                                                         | 73    |       |
| 24. Februar | William Garbutt                     | englischer Fußballspieler und -trainer                                                                          | 81    |       |
| 24. Februar | James Henry Ambrose Griffiths       | US-amerikanischer Geistlicher, Weihbischof in New York                                                          | 60    |       |
| 24. Februar | Edie Martin                         | britische Schauspielerin                                                                                        | 84    |       |
| 24. Februar | Michael Skubl                       | österreichischer Polizeipräsident                                                                               | 86    |       |
| 24. Februar | Takasaki Tatsunosuke                | japanischer Geschäftsmann, Rüstungsindustrieller und Handelsminister                                            | 79    |       |
| 25. Februar | Alexander Archipenko                | US-amerikanischer Bildhauer                                                                                     | 76    |       |
| 25. Februar | Johnny Burke                        | US-amerikanischer Textdichter                                                                                   | 55    |       |
| 25. Februar | Norman Burnstine                    | US-amerikanischer Drehbuchautor                                                                                 | 56    |       |
| 25. Februar | Mariano Cuenco                      | philippinischer Politiker und Schriftsteller                                                                    | 76    |       |
| 25. Februar | Maurice Farman                      | französischer Bahnradsportler, Automobilrennfahrer, Luftfahrtpionier und Unternehmer                            | 86    |       |
| 25. Februar | Leonard Hussey                      | britischer Meteorologe, Polarforscher und Mediziner                                                             | 72    |       |
| 25. Februar | Marcus Krüsmann                     | deutscher Jurist, Verwaltungsbeamter und Bürgermeister der Stadt Limburg an der Lahn                            | 84    |       |
| 25. Februar | Marie-Hélène Lefaucheux             | französische Widerstandskämpferin, Politikerin und Frauenrechtlerin                                             | 59    |       |
| 25. Februar | Hinrich Lohse                       | deutscher Politiker (NSDAP), MdR, MdL                                                                           | 67    |       |
| 25. Februar | Grace Metalious                     | US-amerikanische Schriftstellerin                                                                               | 39    |       |
| 25. Februar | Edo Osterloh                        | deutscher evangelischer Theologe und Politiker (CDU), MdL                                                       | 54    |       |
| 25. Februar | Elisabeth Pape                      | deutsche Pädagogin und Politikerin                                                                              | 93    |       |
| 25. Februar | Friedrich Stanik                    | deutscher Kaufmann, Politiker (NSDAP), MdHB und SA-Führer                                                       | 65    |       |
| 25. Februar | Eduard Stemplinger                  | deutscher Gymnasiallehrer und Schriftsteller                                                                    | 94    |       |
| 25. Februar | G. Frank Wallace                    | US-amerikanischer Politiker                                                                                     | 76    |       |
| 26. Februar | Homer Martin Adkins                 | US-amerikanischer Politiker, Gouverneur von Arkansas                                                            | 73    |       |
| 26. Februar | Rudolf Goldschmit-Jentner           | deutscher kulturhistorischer Schriftsteller                                                                     | 73    |       |
| 26. Februar | Wilhelm Offenstein                  | deutscher Theologe und Politiker (Zentrum), MdR                                                                 | 74    |       |
| 26. Februar | Johannes Reinhard                   | deutscher Politiker (CDU), MdHB und lutherischer Geistlicher                                                    | 93    |       |
| 26. Februar | Kenneth Spencer                     | amerikanisch-deutscher Opernsänger (Bass) und Schauspieler                                                      | 50    |       |
| 26. Februar | Léon Vanderstuyft                   | belgischer Radrennfahrer                                                                                        | 73    |       |
| 26. Februar | Carl Wendemuth                      | deutscher Handwerker, Journalist und Politiker (SPD), MdR                                                       | 78    |       |
| 26. Februar | Edward Yeo-Thomas                   | britischer Spion                                                                                                | 61    |       |
| 27. Februar | Carlos Brandt                       | venezolanischer Schriftsteller, Philosoph und Historiker                                                        | 88    |       |
| 27. Februar | Walter Hayn                         | deutsches Todesopfer der Berliner Mauer                                                                         | 25    |       |
| 27. Februar | Paul F. Heard                       | US-amerikanischer Filmproduzent, Filmregisseur und Autor                                                        | 50    |       |
| 27. Februar | Orry-Kelly                          | australisch-amerikanischer Kostümbildner                                                                        | 66    |       |
| 27. Februar | Takahashi Shūsō                     | japanischer Nihonga-Maler                                                                                       | 63    |       |
| 27. Februar | Christian Warlich                   | deutscher Tätowierer und Gastwirt                                                                               | 73    |       |
| 28. Februar | Karl Koch                           | deutscher Lehrer, Botaniker und Naturschützer                                                                   | 88    |       |
| 28. Februar | Kurt Landsberg                      | deutscher Politiker (CDU, SPD), MdA                                                                             | 71    |       |
| 28. Februar | Gus Lesnevich                       | US-amerikanischer Boxer                                                                                         | 49    |       |
| 28. Februar | Tim Mayer                           | US-amerikanischer Automobilrennfahrer                                                                           | 26    |       |
| 28. Februar | Ernst Michel                        | deutscher Journalist, Psychotherapeut und Vertreter des Politischen Katholizismus                               | 74    |       |
| 28. Februar | Mārtiņš Peniķis                     | lettischer General                                                                                              | 89    |       |
| 28. Februar | Leo Ubbelohde                       | deutscher Physikochemiker                                                                                       | 87    |       |
| 29. Februar | Frank Albertson                     | US-amerikanischer Schauspieler                                                                                  | 54    |       |
| 29. Februar | Anchise Brizzi                      | italienischer Kameramann                                                                                        | 76    |       |
| 29. Februar | Dorothy Jewson                      | englisch-britische Gewerkschafterin und Politikerin                                                             | 79    |       |
| 29. Februar | William Kramer                      | US-amerikanischer Langstreckenläufer                                                                            | 80    |       |
| 29. Februar | Otto Möller                         | deutscher Maler, Grafiker und Zeichenlehrer                                                                     | 80    |       |
| 29. Februar | Victor Thuau                        | französischer Bahnradsportler                                                                                   | 83    |       |
| 29. Februar | Victor Van Straelen                 | belgischer Zoologe und Paläontologe                                                                             | 74    |       |
| 29. Februar | Kurt Wegener                        | deutscher Polarforscher und Meteorologe                                                                         | 85    |       |

## März
| Tag      | Name                                 | Beruf, bekannt als                                                                                              | Alter | Beleg |
| -------- | ------------------------------------ | --- | ----- | ----- |
| 1. März  | Davíð Stefánsson                     | isländischer Schriftsteller                                                                                     | 69    |       |
| 1. März  | Zygmunt Ginter                       | polnischer Eishockeyspieler                                                                                     | 46    |       |
| 1. März  | Adolf Hoffmann-Heyden                | deutscher Chirurg                                                                                               | 86    |       |
| 1. März  | Pjotr Arsenjewitsch Romanowski       | russischer Schachspieler und einer der herausragenden Begründer der Sowjetischen Schachschule                   | 71    |       |
| 2. März  | Nikolai Nikolajewitsch Alexejew      | russischer Philosoph, Jurist, einer der Ideologen des Eurasismus                                                | 84    |       |
| 2. März  | Rudolf Euler                         | deutscher Kaufmann und Unternehmer                                                                              | 88    |       |
| 2. März  | Augustin Krist                       | tschechoslowakischer Fußballschiedsrichter und Sportfunktionär                                                  | 69    |       |
| 2. März  | Heinrich Kunstmann                   | deutscher Internist und rechtsradikaler Politiker (NSDAP, DRP, Deutsche Freiheitspartei)                        | 63    |       |
| 2. März  | Joe Rushton                          | US-amerikanischer Jazzmusiker                                                                                   | 56    |       |
| 2. März  | Nicolae Vasilescu-Karpen             | rumänischer Ingenieur und Physiker                                                                              | 93    |       |
| 3. März  | Gustav Gugitz                        | österreichischer Heimatforscher, Volkskundler und Kulturhistoriker                                              | 89    |       |
| 3. März  | Paul Klemperer                       | US-amerikanischer Pathologe                                                                                     | 76    |       |
| 3. März  | Koloman von Pataky                   | ungarischer Opernsänger (Tenor)                                                                                 | 67    |       |
| 3. März  | Alfons Scherer                       | preußischer Verwaltungsjurist, Regierungspräsident in Sigmaringen                                               | 78    |       |
| 3. März  | Bernhard Skamper                     | deutscher Schwimmer, Sportjournalist, Trainer und Verbandsfunktionär                                            | 65    |       |
| 3. März  | Karl Unna                            | deutscher Hautarzt                                                                                              | 84    |       |
| 4. März  | John Adaskin                         | kanadischer Dirigent, Cellist und Rundfunkproduzent                                                             | 55    |       |
| 4. März  | Hans Flatterich                      | deutscher Journalist und Politiker                                                                              | 81    |       |
| 4. März  | Alfred Eugen Hackländer              | deutscher Malermeister und Kunstmaler                                                                           | 51    |       |
| 4. März  | Oskar Hüssy                          | deutscher Jurist und Politiker (NSDAP)                                                                          | 60    |       |
| 4. März  | Maximilian Lewels                    | deutscher Lehrer                                                                                                | 84    |       |
| 4. März  | Johann Modler                        | deutscher Erfinder und Unternehmer                                                                              | 89    |       |
| 4. März  | Franz Weichsel                       | deutscher Politiker                                                                                             | 77    |       |
| 4. März  | Peter Winder                         | österreichischer Politiker, Landtagsabgeordneter zum Vorarlberger Landtag                                       | 67    |       |
| 5. März  | Hans Heinrich Beyer                  | deutscher Offizier, zuletzt Generalmajor im Zweiten Weltkrieg                                                   | 82    |       |
| 5. März  | Karl Theodor Bluth                   | deutscher Psychiater und Schriftsteller                                                                         | 71    |       |
| 5. März  | Lothar Heinecke                      | deutscher Übersetzer und Herausgeber                                                                            | 38    |       |
| 5. März  | Samuel Jackson Holmes                | US-amerikanischer Zoologe                                                                                       | 95    |       |
| 5. März  | Bruno Lutz                           | deutscher Filmarchitekt                                                                                         | 74    |       |
| 5. März  | Milton Manaki                        | makedonischer Foto- und Filmpionier                                                                             | 81    |       |
| 5. März  | Hermann Seibel                       | deutscher Politiker (Zentrum, CDU), MdL                                                                         | 60    |       |
| 5. März  | Carl Maria Splett                    | Bischof von Danzig, Administrator der polnischen Diözese Kulm                                                   | 66    |       |
| 6. März  | Julius Bartels                       | deutscher Geophysiker und Hochschullehrer                                                                       | 64    |       |
| 6. März  | Philippe de Félice                   | französischer Theologe, Religionshistoriker und Massenpsychologe                                                | 83    |       |
| 6. März  | Paul                                 | griechischer König                                                                                              | 62    |       |
| 6. März  | Edward Van Sloan                     | US-amerikanischer Schauspieler                                                                                  | 81    |       |
| 7. März  | Karl Brutzer                         | deutscher Maler                                                                                                 | 69    |       |
| 7. März  | Heinrich Deist                       | deutscher Politiker (SPD), MdB, MdEP                                                                            | 61    |       |
| 7. März  | Carlos Gouvêa Coelho                 | brasilianischer Geistlicher, römisch-katholischer Erzbischof von Olinda e Recife                                | 56    |       |
| 7. März  | Morton Grodzins                      | US-amerikanischer Politikwissenschaftler und Hochschullehrer                                                    | 46    |       |
| 7. März  | Samuel Stanley Wilks                 | US-amerikanischer Statistiker                                                                                   | 57    |       |
| 8. März  | Franz Alexander                      | ungarisch-amerikanischer Psychoanalytiker und Autor                                                             | 73    |       |
| 8. März  | Marino Bodenmann                     | Schweizer Politiker (KPS/PdA)                                                                                   | 70    |       |
| 8. März  | Luigi Burgo                          | italienischer Elektroingenieur und Unternehmer                                                                  | 87    |       |
| 8. März  | Ludwig Finckh                        | deutscher Schriftsteller und Arzt                                                                               | 87    |       |
| 8. März  | Próspero López Buchardo              | argentinischer Cellist und Komponist                                                                            | 80    |       |
| 8. März  | Therese Köstlin                      | deutsche Lyrikerin und Liedtexterin                                                                             | 86    |       |
| 9. März  | Wilhelm Fabricius                    | deutscher Diplomat                                                                                              | 81    |       |
| 9. März  | Josef Hellermann                     | deutscher Lehrer, Schulrat und Politiker (CDU), MdL                                                             | 78    |       |
| 9. März  | Alfred Heyl                          | deutscher Lehrer und Agrarwissenschaftler                                                                       | 82    |       |
| 9. März  | Alfred Knox                          | britischer Militärattaché und Politiker, Mitglied des House of Commons                                          | 93    |       |
| 9. März  | Alexander Kraell                     | deutscher Militärrichter                                                                                        | 69    |       |
| 9. März  | Paul von Lettow-Vorbeck              | deutscher Offizier, General der Infanterie, Schriftsteller und Politiker (DNVP), MdR                            | 93    |       |
| 9. März  | Edgar Manas                          | Komponist der türkischen Nationalhymne                                                                          | 88    |       |
| 9. März  | Alexander Iwanowitsch Petrunkewitsch | russischer Paläontologe                                                                                         | 88    |       |
| 9. März  | Ernst Pohlhausen                     | deutscher Mathematiker                                                                                          | 73    |       |
| 10. März | Emmerich Doninger                    | österreichischer Ordenspriester, Pädagoge, Maler und Mundartautor                                               | 49    |       |
| 10. März | Egon van Erckelens                   | deutscher Verwaltungsjurist                                                                                     | 78    |       |
| 10. März | Arthur Hohl                          | US-amerikanischer Theater- und Filmschauspieler                                                                 | 74    |       |
| 10. März | Bobby E. Lüthge                      | deutscher Drehbuchautor                                                                                         | 72    |       |
| 10. März | Walentyn Otamanowskyj                | ukrainischer Historiker, Bibliograph und Abgeordneter                                                           | 71    |       |
| 10. März | Ludwig Reichling                     | deutscher Politiker (CDU), MdL                                                                                  | 74    |       |
| 10. März | Horst Schlossar                      | deutscher Maler                                                                                                 | 60    |       |
| 10. März | Hermann Troppenz                     | deutscher Politiker (SPD), MdB                                                                                  | 75    |       |
| 11. März | Felizian Bessmer                     | Schweizer katholischer Theologe und Redaktor                                                                    | 79    |       |
| 11. März | Heinrich Hartung von Hartungen       | österreichischer Diplom-Ingenieur                                                                               | 80    |       |
| 11. März | Helene Johanna Zeller                | deutsche Schriftstellerin                                                                                       | 85    |       |
| 12. März | ʿAbbās al-ʿAqqād                     | ägyptischer Schriftsteller, Historiker, Dichter, Philosoph und Journalist                                       | 74    |       |
| 12. März | Oskar Rudolf Dengel                  | deutscher Verwaltungsjurist                                                                                     | 64    |       |
| 12. März | Hermann Ebner                        | deutscher Jurist und Politiker                                                                                  | 68    |       |
| 12. März | Carin Fahlin                         | schwedische Romanistin, Hispanistin und Mediävistin                                                             | 63    |       |
| 12. März | Wilhelm Wosenitz                     | deutscher Politiker (CDU), MdA                                                                                  | 60    |       |
| 13. März | Eduardo Cubells                      | spanischer Fußballspieler und -trainer                                                                          | 64    |       |
| 13. März | Kitty Genovese                       | US-amerikanisches Mordopfer                                                                                     | 28    |       |
| 13. März | Friedrich Lahrs                      | deutscher Architekt, Kunsthistoriker und Hochschullehrer                                                        | 83    |       |
| 13. März | Donald Linden                        | kanadischer Geher                                                                                               | 86    |       |
| 13. März | Harold Pycock                        | britischer Schwimmer und Sportfunktionär                                                                        | 63    |       |
| 13. März | Rudolf Stemberger                    | österreichischer Hochschullehrer, Ordinarius an der Universität Innsbruck                                       | 62    |       |
| 13. März | Robert Stern                         | deutscher Architekt                                                                                             | 78    |       |
| 14. März | John Richard Garland                 | kanadischer Politiker                                                                                           | 46    |       |
| 14. März | Karl Hosaeus                         | österreichischer Förster und Maler                                                                              | 71    |       |
| 15. März | Paul Cavanagh                        | englischer Schauspieler                                                                                         | 75    |       |
| 16. März | Bob Flock                            | US-amerikanischer Rennfahrer                                                                                    | 45    |       |
| 15. März | James M. Mead                        | US-amerikanischer Politiker                                                                                     | 78    |       |
| 15. März | Wolfgang Uthe                        | deutscher Politiker (DP), MdBB                                                                                  | 58    |       |
| 17. März | Franz Landsberger                    | deutsch-amerikanischer Kunsthistoriker                                                                          | 80    |       |
| 17. März | Egon Riss                            | österreichisch-britischer Architekt                                                                             | 62    |       |
| 18. März | Ernst Bardenhewer                    | deutscher Jurist, Präsident des Hessischen Verwaltungsgerichtshofs                                              | 71    |       |
| 18. März | Otto Dunkelberg                      | deutscher Lehrer, Organist und Komponist                                                                        | 63    |       |
| 18. März | Sigfrid Edström                      | schwedischer Unternehmer und Sportfunktionär                                                                    | 93    |       |
| 18. März | René Lafuite                         | französischer Filmproduzent                                                                                     | 62    |       |
| 18. März | Joseph T. O’Callahan                 | amerikanischer Jesuit und Militärgeistlicher, Träger der Medal of Honor                                         | 58    |       |
| 18. März | Udo Peters                           | deutscher Landschaftsmaler                                                                                      | 81    |       |
| 18. März | Adolf Stocksmayr                     | österreichischer Künstler, Lebensreformer und Erfinder                                                          | 84    |       |
| 18. März | Edward Moffat Weyer                  | US-amerikanischer Psychologe, Pädagoge und Autor                                                                | 91    |       |
| 18. März | Norbert Wiener                       | US-amerikanischer Mathematiker                                                                                  | 69    |       |
| 19. März | Leo Maximilian Baginski              | deutscher Unternehmer                                                                                           | 72    |       |
| 19. März | Fritz Diettrich                      | deutscher Schriftsteller                                                                                        | 62    |       |
| 19. März | Lilly Dillenz                        | österreichische Schauspielerin und Flugpionierin                                                                | 67    |       |
| 19. März | Michael Gruber                       | österreichischer Politiker (CS), Abgeordneter zum Nationalrat                                                   | 87    |       |
| 20. März | Brendan Behan                        | irischer Schriftsteller, Journalist und IRA-Aktivist                                                            | 41    |       |
| 20. März | Karl Brammer                         | deutscher Journalist                                                                                            | 72    |       |
| 20. März | Alexandra Alexandrowna Jablotschkina | russisch-sowjetische Schauspielerin                                                                             | 97    |       |
| 20. März | Otto Marloh                          | deutscher Offizier und Staatsbeamter                                                                            | 70    |       |
| 20. März | Friedwald Moeller                    | deutscher Offizier, Kirchenhistoriker und Genealoge Ostpreußens                                                 | 69    |       |
| 20. März | Francis Osborne, 12. Duke of Leeds   | britischer Aristokrat (Peer) und Diplomat                                                                       | 79    |       |
| 20. März | Janez Polda                          | jugoslawischer Skispringer                                                                                      | 39    |       |
| 20. März | Fritz Winkler                        | deutscher Maler                                                                                                 | 69    |       |
| 21. März | Albrecht Bruck                       | deutscher Radierer, Kupferstecher und Maler                                                                     | 90    |       |
| 21. März | Giovanni Paolucci                    | italienischer Dokumentarfilmer und Filmregisseur                                                                | 51    |       |
| 21. März | Alois Weinhandl                      | österreichischer Politiker (CSP), Abgeordneter zum Nationalrat                                                  | 85    |       |
| 22. März | Georges Contenau                     | französischer Archäologe, Altorientalist und Religionshistoriker                                                | 86    |       |
| 22. März | Gregorio Jover                       | spanischer Anarchist                                                                                            |       |       |
| 22. März | Addison Richards                     | US-amerikanischer Schauspieler                                                                                  | 76    |       |
| 22. März | Gustav Wimmer                        | deutscher Landschaftsmaler                                                                                      | 86    |       |
| 23. März | Claire Anderson                      | US-amerikanische Schauspielern                                                                                  | 72    |       |
| 23. März | Ernst Balser                         | deutscher Architekt                                                                                             | 70    |       |
| 23. März | Peter Lorre                          | österreichisch-US-amerikanischer Schauspieler                                                                   | 59    |       |
| 23. März | Torstein Raaby                       | norwegischer Polarforscher                                                                                      | 43    |       |
| 23. März | Kurt Stiller                         | deutscher Ingenieur                                                                                             | 82    |       |
| 23. März | Martin Werner                        | Schweizer reformierter Theologe                                                                                 | 76    |       |
| 24. März | Manfred Brüning                      | deutscher Radrennfahrer                                                                                         | 24    |       |
| 24. März | Adam Günderoth                       | deutscher Politiker (CDU), MdL                                                                                  | 70    |       |
| 24. März | Villem Kapp                          | estnischer Komponist                                                                                            | 50    |       |
| 24. März | Walther Koeniger                     | deutscher Ingenieur und Hochschullehrer                                                                         | 83    |       |
| 24. März | Josef Miller                         | deutscher Politiker (SPD, KPD, SED), MdBB, MdR                                                                  | 80    |       |
| 25. März | Willy Arend                          | deutscher Radrennfahrer                                                                                         | 87    |       |
| 25. März | Martin Borthen                       | norwegischer Segler                                                                                             | 85    |       |
| 25. März | Ludwig Frege                         | deutscher Jurist, erster Präsident des Verwaltungsgerichts Berlin, erster Präsident des Bundesverwaltungsger... | 79    |       |
| 25. März | Bessie Hatton                        | englisch-britische Schauspielerin, Dramatikerin, Journalistin, Frauenwahlrechtsaktivistin und Feministin        | 96    |       |
| 25. März | Eduard Hermann                       | deutscher Schauspieler, Hörspielregisseur und Hörspielsprecher                                                  | 60    |       |
| 25. März | George Philbrook                     | US-amerikanischer Leichtathlet                                                                                  | 79    |       |
| 26. März | Wilhelm Bader junior                 | deutscher Orgelbauer in Hardheim                                                                                | 88    |       |
| 26. März | Paul A. Baran                        | US-amerikanischer, marxistisch orientierter Ökonom                                                              | 53    |       |
| 26. März | Willy Friedrich Burger               | Schweizer Kunstmaler                                                                                            | 81    |       |
| 26. März | Wilhelm Otto Dietrich                | deutscher Paläontologe                                                                                          | 82    |       |
| 26. März | Norman R. Hamilton                   | US-amerikanischer Politiker                                                                                     | 86    |       |
| 26. März | Richard Kürth                        | österreichischer Politiker (GDVP), Abgeordneter des Salzburger Landtages                                        | 88    |       |
| 26. März | Max Lehmer                           | deutscher Volkswirt und Politiker (BVP, CSU), MdL                                                               | 79    |       |
| 26. März | Otto Schniewind                      | deutscher Generaladmiral im Zweiten Weltkrieg und zeitweiliger Chef des Stabes der Seekriegsleitung             | 76    |       |
| 27. März | Wilhelm Arnoul                       | deutscher Politiker (SPD), MdL                                                                                  | 70    |       |
| 27. März | Hermann Garrn                        | deutscher Fußballspieler                                                                                        | 76    |       |
| 27. März | Rivers Keith Hicks                   | kanadischer Romanist und Fremdsprachendidaktiker britischer Herkunft                                            |       |       |
| 27. März | Roger Motz                           | belgischer Politiker                                                                                            | 59    |       |
| 27. März | Werner Stocker                       | Schweizer Jurist und Politiker                                                                                  | 60    |       |
| 28. März | Mario Balla                          | italienischer Wasserballspieler                                                                                 | 61    |       |
| 28. März | Vlastislav Hofman                    | tschechischer Architekt, Städteplaner, Architekturtheoretiker, Maler, Grafiker und Szenograph                   | 80    |       |
| 28. März | Ernst Speer                          | deutscher Psychiater und Psychotherapeut                                                                        | 74    |       |
| 29. März | Willem Andriessen                    | niederländischer Komponist und Professor                                                                        | 76    |       |
| 29. März | Ernst Feder                          | deutscher Schriftsteller und Journalist                                                                         | 83    |       |
| 29. März | Ernst-Adolf Schmorl                  | deutscher Kinder- und Jugendpsychiater, Beteiligter an der NS-Euthanasieforschung                               | 58    |       |
| 29. März | Sophie Charlotte von Oldenburg       | durch Heirat Prinzessin von Preußen                                                                             | 85    |       |
| 29. März | Ekrem Bey Vlora                      | albanischer Adliger, Politiker und Autor                                                                        | 78    |       |
| 30. März | Birinchi Kumar Barua                 | assamesischer Sprach- und Literaturwissenschaftler, Schriftsteller und Wissenschaftsorganisator                 | 55    |       |
| 30. März | Louis-Eugène Faucher                 | französischer General                                                                                           | 89    |       |
| 30. März | Heinz Fiebig                         | deutscher Offizier und Generalmajor im Zweiten Weltkrieg                                                        | 67    |       |
| 30. März | Ethel Johnson                        | britische Sprinterin                                                                                            | 55    |       |
| 30. März | Nella Larsen                         | afroamerikanische Schriftstellerin                                                                              | 72    |       |
| 30. März | Gino Luzzatto                        | italienischer Wirtschaftshistoriker                                                                             | 86    |       |
| 31. März | Andor Arató                          | rumäniendeutscher Kirchenmusiker und Komponist                                                                  | 76    |       |
| 31. März | Nonagase Banka                       | japanischer Maler                                                                                               | 74    |       |
| 31. März | Fritz Schleßmann                     | deutscher Politiker (NSDAP), MdR, MdL, Polizeipräsident und SS-Führer                                           | 65    |       |
| 31. März | Otto Schwarz                         | deutscher Politiker (SPD), Landrat des Landkreises Siegen (1945–46) und Oberbürgermeister der Stadt Siegen (... | 72    |       |
| 31. März | Margaret Tragett                     | englische Badmintonspielerin                                                                                    | 78    |       |
| März     | Samuel Canan                         | US-amerikanischer Marineoffizier                                                                                | 65    |       |
| März     | Robert Grässle                       | deutscher Steinmetz und Bildhauer                                                                               | 77    |       |
| März     | Gertrud Löw                          | österreichisches Model für eine Zeichnung von Gustav Klimt                                                      | 80    |       |
| März     | James Sullivan                       | US-amerikanischer Mittelstreckenläufer                                                                          | 79    |       |